# Boleslav I. Surový
Boleslav I. Surový (1252/1256? – 9. listopadu 1301) byl svídnicko-javorský kníže (1278–1301) z dynastie slezských Piastovců, zakladatel její svídnicko-javorské větve.

## Život

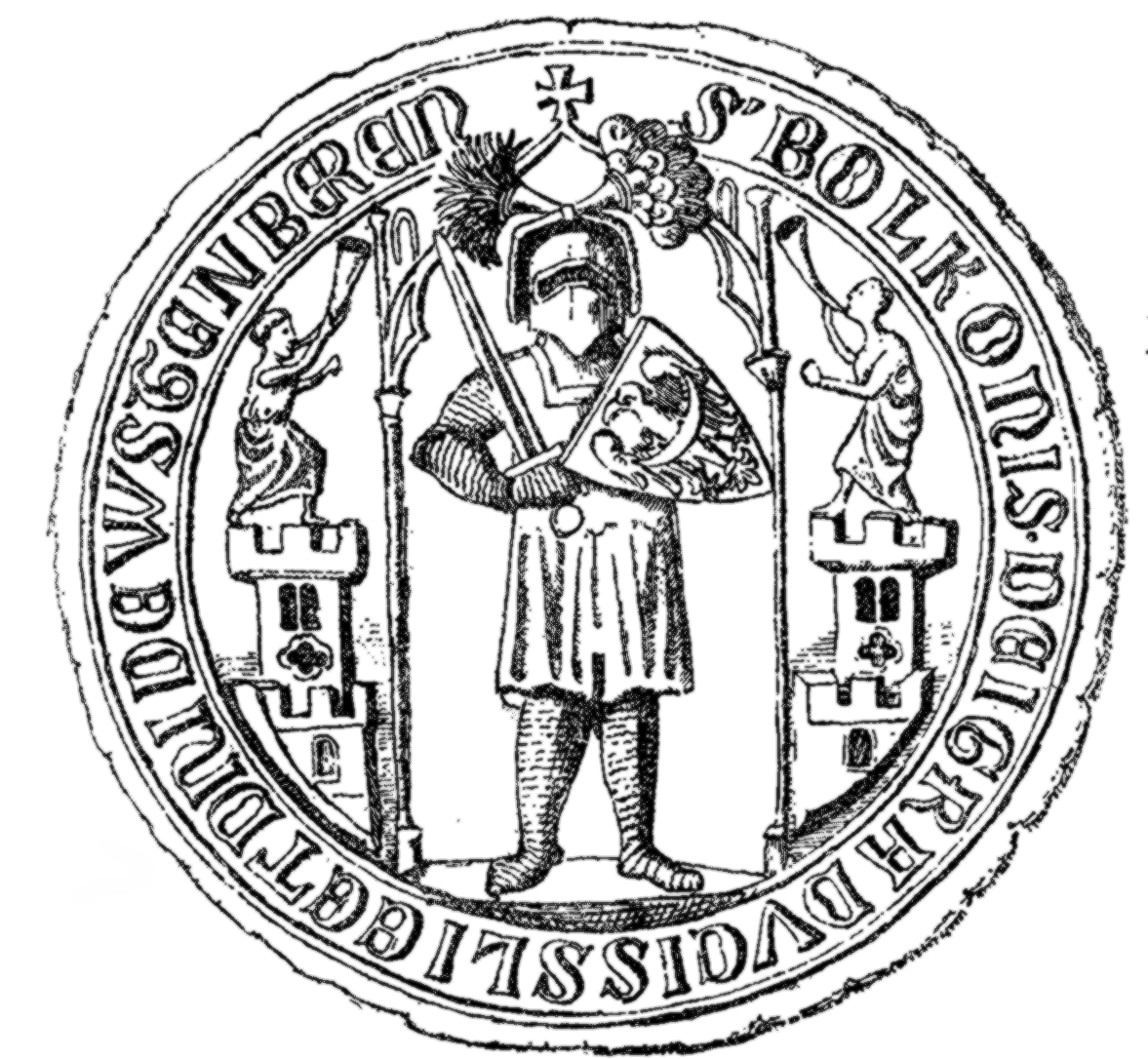
Pečeť Boleslava Surového z roku 1298

Byl druhým synem vratislavského a lehnického knížete Boleslava II. Lysého a jeho první manželky Hedviky Anhaltské. Po smrti svého staršího bratra Jindřicha V. Tlustého vykonával za jeho nezletilé potomky regentskou vládu nad Vratislavským knížectvím. Od českého krále Václava II. získal v srpnu 1289 městečko Chełmsko Śląskie a čtyři další vesnice z hradecké provincie. Jeho manželkou se stala Beatrix, dcera markraběte Oty V. Braniborského. Je pohřben v cisterciáckém klášteře v Křesoboru.
Mimo jiné dal za své vlády postavit hrady Kynsburk a Książ.